# NGC 1497
NGC 1497 је лентикуларна галаксија у сазвежђу Бик која се налази на NGC листи објеката дубоког неба.
Деклинација објекта је + 23° 8' 0" а ректасцензија 4h 2m 6,8s. Привидна величина (магнитуда) објекта NGC 1497 износи 13,3 а фотографска магнитуда 14,3. NGC 1497 је још познат и под ознакама UGC 2929, MCG 4-10-8, CGCG 487-9, NPM1G +22.0134, PGC 14331.